# دختر شاغل
دختر شاغل (به انگلیسی: Working Girl) نام فیلم درامی است که در سال ۱۹۸۸ به کارگردانی مایک نیکولز ساخته شد.
ملانی گریفیث موفق شد برای بازی در این فیلم برای دریافتِ جایزه اسکار بهترین بازیگر نقش اول زن نامزد شود. همچنین سیگورنی ویور و جون کیوسک برای بازی در نقش مکمل و مایک نیکولز برای کارگردانی دختر شاغل نامزدِ جایزه اسکار شدند.